# Bleekerhûs
Het Bleekerhûs is een huis aan het Moleneind in de Friese plaats Drachten. Het is in 1806 gebouwd als dokterswoning voor Dirk Harts van der Meer en staat op de lijst van rijksmonumenten in Drachten.

## Beschrijving
De naamgever van dit pand is de arts Hendrik Willem Bleeker die het pand gebruikte als woon- en praktijkruimte. Hij was een bijzonder mens; van 1904 tot 1944 oefende hij zijn praktijk uit en nog altijd zijn er verhalen over hem in omloop. Hij was niet alleen arts maar ook drankbestrijder, leraar aan de Rijkskweekschool en mede-oprichter en docent van de Volksuniversiteit.
Langs de voorgevel van het Bleekerhûs staan nog de oorspronkelijke, met kettingen verbonden, stoeppalen, een zeldzaamheid. De ingangspartij van het onder dwarskap staande pand wordt bekroond met een klokgevel. De voordeur, een paneel-vleugeldeur met bovenlicht, staat tussen pilasters die de uitkragende verdieping ondersteunen. In de linker topgevel zijn drie gevelstenen ingemetseld, waarvan één het jaartal 1641 draagt. Boven de steegdeur aan die kant zit een gebeeldhouwd, gevleugeld kopje. Rechtsachter is er verbinding met het koetshuis.
De dokterswoning was tevens het eerste onderkomen van oudheidskamer (later museum) 'It Bleekerhûs' en ook de eerste publieke ruimte in Drachten waar De Stijl en Dada aan het publiek werden gepresenteerd. In 1979 verhuisde het tot 'Streekmuseum Smallingerland' omgedoopte museum naar de overzijde van het Moleneind, naar een gebouw waar tot dan toe het Gemeentehuis was gevestigd.
Sindsdien is in het Bleekerhûs een tandartspraktijk gevestigd.